# Brombenzolsulfonsäuren
| keine Einstufung verfügbar |

| keine Einstufung verfügbar |

| Gefahrensymbol |

Die Brombenzolsulfonsäuren bilden in der Chemie eine Stoffgruppe, die sich sowohl von der Benzolsulfonsäure als auch vom Brombenzol ableitet. Die Struktur besteht aus einem Benzolring mit angefügter Sulfonsäuregruppe (–SO2OH) und Brom (–Br) als Substituenten. Durch deren unterschiedliche Anordnung (ortho, meta oder para) ergeben sich drei Konstitutionsisomere mit der Summenformel C6H5BrSO3.

## Darstellung
m-Brombenzolsulfonsäure kann durch Reaktion von Benzolsulfonsäure mit Brom und Eisen(III)-bromid gewonnen werden. o- und p-Brombenzolsulfonsäure können durch Reaktion von Benzol mit Brom und Eisen(III)-bromid und anschließende Sulfonierung mit Schwefelsäure gewonnen werden, wobei beide Isomere entstehen.